# Air North
Air North Charter and Training Ltd., працює також під торговими назвами Air North, Yukon's і Air North, — канадська авіакомпанія зі штаб-квартирою в місті Уайтхорс, територія Юкон.
Виконує регулярні, чартерні, вантажні перевезення по аеропортах Північно-Західних територій, Аляски, Британської Колумбії, Альберти, а також надає послуги з наземного обслуговування повітряних суден інших авіакомпаній. Головним транзитним вузлом і портом приписки є Міжнародний аеропорт Уайтхорс.

## Історія
Авіакомпанія Air North" була утворена в 1977 році і початку виконання комерційних авіаперевезень на одному літаку Cessna 206 в кінці того ж року. Пізніше флот компанії поповнився лайнерами Douglas DC-3, Douglas DC-4 і різними модифікаціями серій виробництва Cessna, De Havilland і Beechcraft.
З 1996 року розпочалася заміна флоту поршневих на сучасні турбогвинтові літаки і до кінця 1990-х років в авіакомпанії експлуатувалися три лайнера Hawker Siddeley 748 моделі 2A і один Beechcraft моделі 99. У 2002 році були придбані два реактивних лайнера Boeing 737-200, у 2005-му продано Beechcraft, а в наступному році компанія отримала четвертий Hawker Siddeley.
Влітку 2008 року керівництво авіакомпанії розглядало варіант придбання літака Boeing 737-200 у комбінованій конфігурації з великими вантажними відсіками і перегородками для збільшення обсягу змішаних вантажопасажирських перевезень на маршрутах, де експлуатувалися Hawker Siddeley в аналогічних схемах.
51 % власності авіакомпанії Air North належить її президенту і генеральному директору Джозефу Спарлінгу, решта 49 % знаходяться в розпорядженні керуючої компанії Vuntut Development, яка є уповноваженою від імені «Асоціації перших народів індіанського племені гвічінів». Станом на травень 2008 року у Air North працювало близько двохсот співробітників.

## Маршрутна мережа
- Канада
  - Альберта
    - Міжнародний аеропорт Калгарі
    - Міжнародний аеропорт Едмонтон

  - Британська Колумбія
    - Міжнародний аеропорт Ванкувер

  - Північно-Західні Території
    - Аеропорт Інувік

  - Юкон
    - Міжнародний аеропорт Уайтхорс
    - Аеропорт Доусон-Сіті

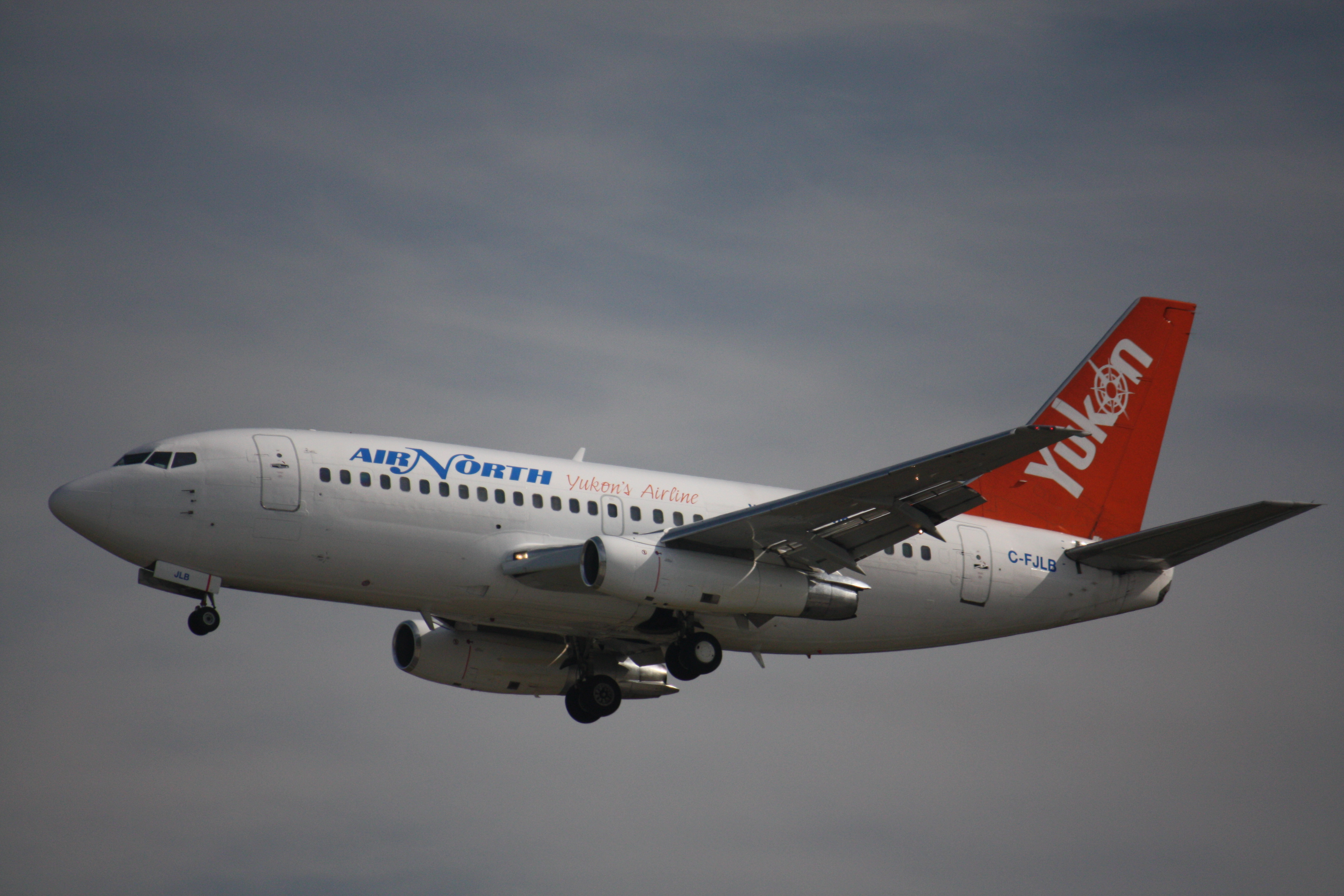
Boeing 737-200 авіакомпанії Air North у заході на посадку в Міжнародному аеропорту Ванкувера

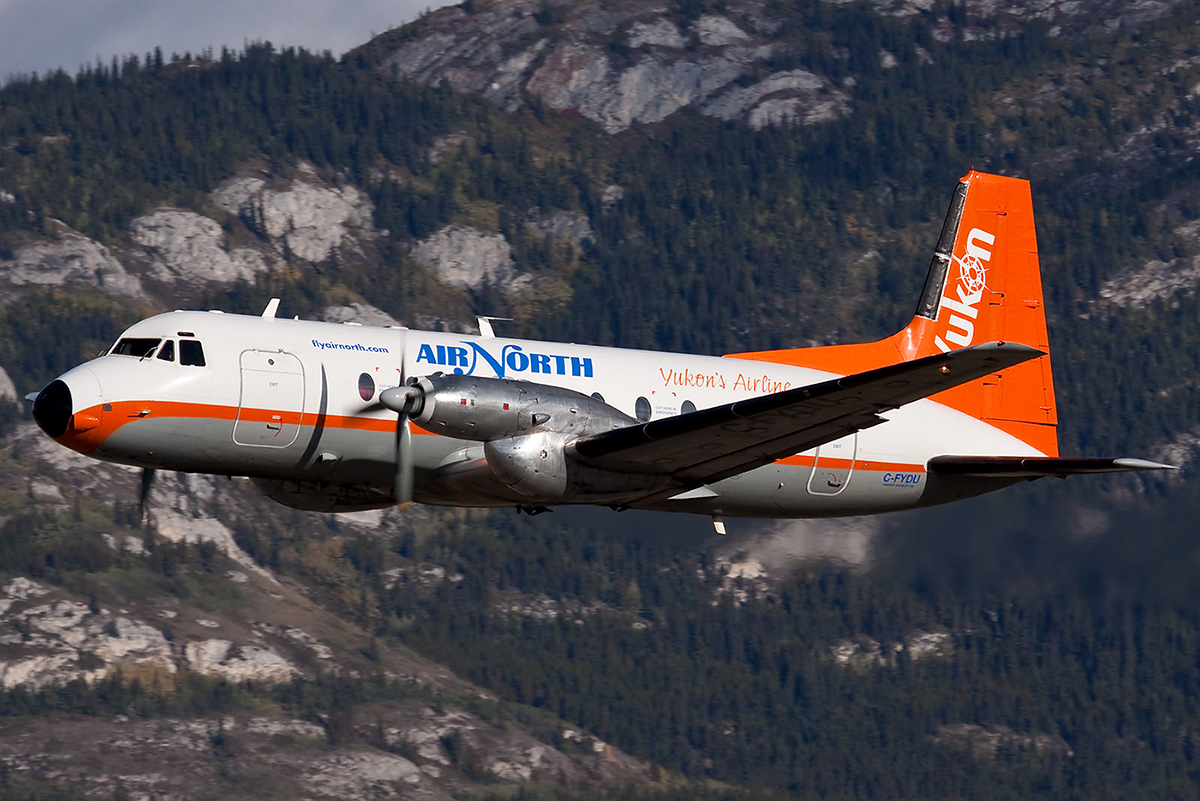
Hawker Siddeley (реєстраційний HS-748) авіакомпанії Air North на зльоті з аеропорту Уайтхорс в напрямку Доусон-Сіті

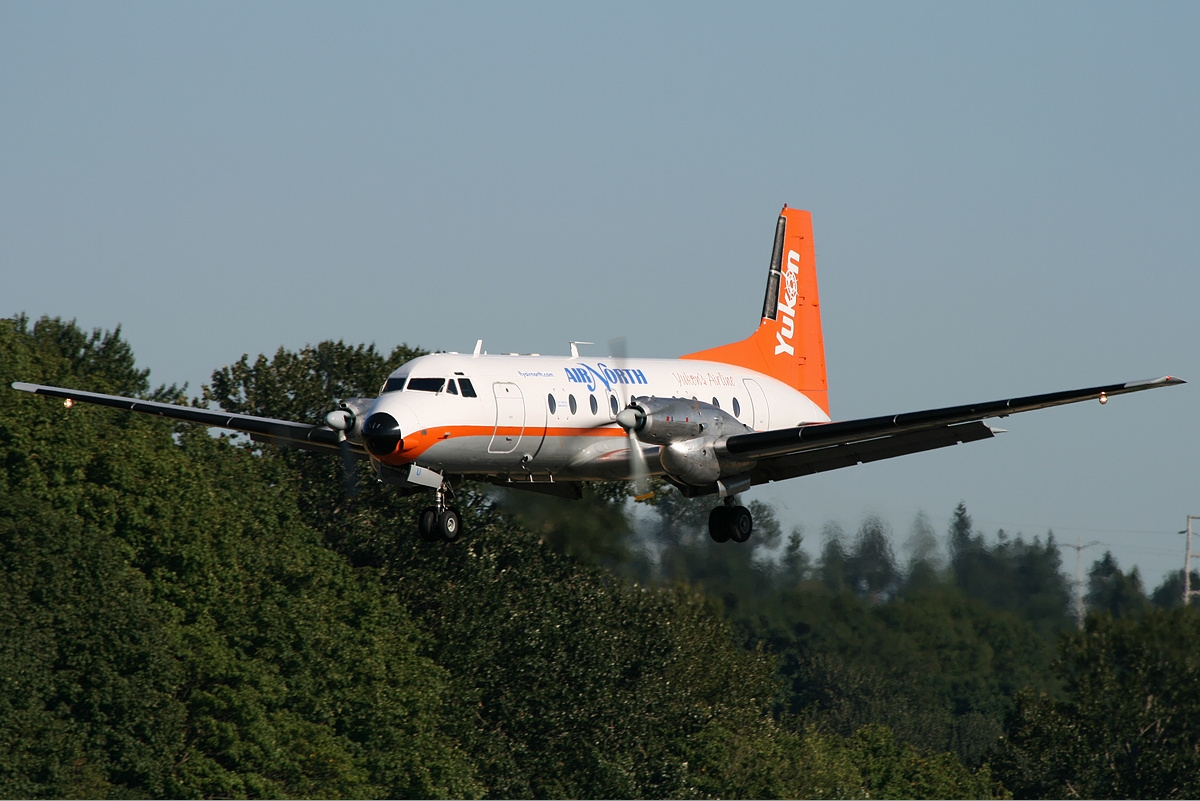
Hawker Siddeley (реєстраційний HS-748) авіакомпанії Air North у заході на посадку в аеропорту Сіетл/Боїнг-Філд

    - Аеропорт Олд-Кроу (дослівно: «стара ворона»)

- США
  - Аляска
    - Міжнародний аеропорт Фербенкс

## Флот
Станом на кінець 2009 року повітряний флот авіакомпанії Air North становили такі літаки:
- 2 Boeing 737-200Adv
- 1 Boeing 737-200Combi
- 1 Boeing 737-400[3]
- 4 Hawker Siddeley 748 Series 2A

### Виведені з експлуатації[4]
- Cessna 150
- Cessna 172
- Cessna 185
- Cessna 206
- Cessna 337
- Britten Norman Islander
- Beechcraft 18
- Beechcraft 80
- Beechcraft Model 99
- De Havilland Beaver
- De Havilland Otter
- De Havilland Caribou
- Douglas DC-3
- Douglas DC-4

## Наземне обслуговування

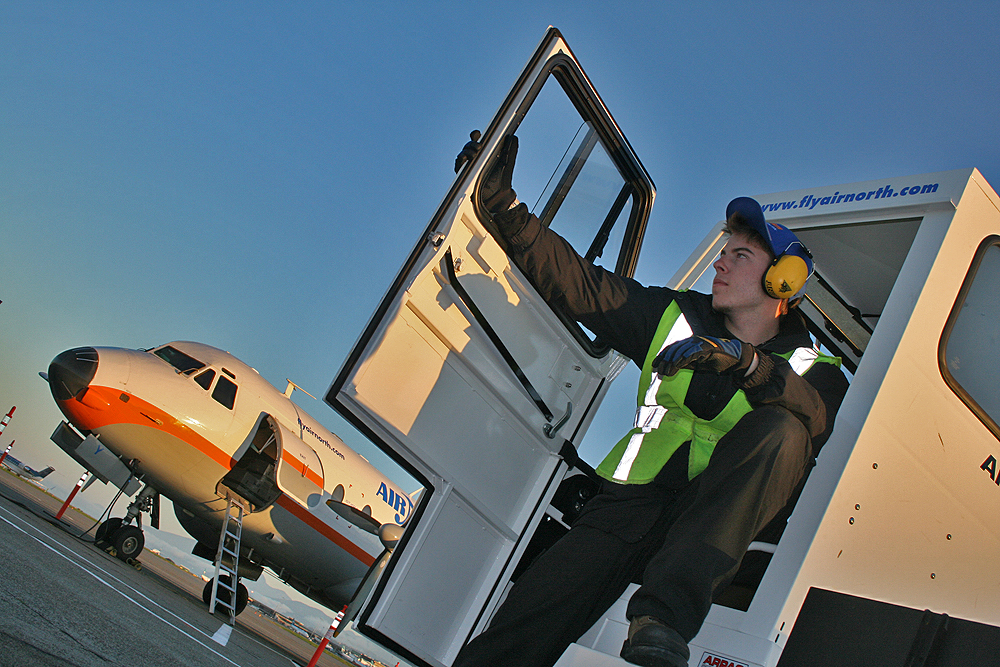
Наземне обслуговування ПС підрозділом Air North в Міжнародному аеропорту Ванкувера

Air North спільно з підрозділом іншого канадського перевізника Harmony Airways виконувала весь комплекс наземного обслуговування повітряних суден всіх авіакомпаній в Міжнародному аеропорту Ванкувера. Після банкрутства Harmony Airways навесні 2007 року Air North фактично є єдиним підрозділом, що обслуговує літаки American Airlines в аеропорту Ванкувера. Послуги надаються як для турбогвинтових, так і для реактивних лайнерів. Air North також часто виконує замовлення інших сервісних наземних служб таких, як Handlex і Servisair.
У Міжнародному аеропорту Калгарі наземне обслуговування Air North для пасажирських перевезень виконує компанія WingTips Airport Services, для вантажних — компанія Servisair, причому WingTips забезпечує процедури реєстрації пасажирів на рейси, їх відправлення і прибуття в будівлю аеровокзалу, а Servisair — навантаження, розвантаження, видачу багажу і інші операції по обробці вантажів.
Наземне обслуговування суден Air North в Аеропорту Інувік виконує компанія First Air, в Міжнародному аеропорту Уайтхорса — компанії Condor і First Air.